# 皮特·纽厄尔
皮特·纽厄尔（英語：Pete Newell，1915年8月31日—2008年11月17日），生于加拿大温哥华，美国前男子篮球运动员、教练。他曾带领美国队获得1960年夏季奥运会篮球比赛男子金牌。他于2008年在加利福尼亚州聖菲牧場去世。